# Zalaújlak
Zalaújlak là một thị trấn thuộc hạt Zala, Hungary. Thị trấn này có diện tích 9,64 km², dân số năm 2010 là 106 người, mật độ 11 người/km².